# Rio de Janeiro Volei Clube (piłka siatkowa mężczyzn)

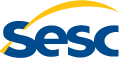
Sponsor klubu

Rio de Janeiro Volei Clube – brazylijski męski klub siatkarski z siedzibą w Rio de Janeiro.

## Sukcesy
Mistrzostwa Carioca:
- 2017, 2018, 2019

Mistrzostwo Brazylii:
- 2018

 Puchar Libertadores:
- 2019

## Kadra

### Sezon 2019/2020
| Nr | Imię i nazwisko       | Data ur. | Wzrost | Pozycja      |
| -- | --------------------- | -------- | ------ | ------------ |
| 1  | Matías Sánchez        | 1996     | 173    | rozgrywający |
| 2  | Marcos Paulo Pereira  | 1997     | 200    | środkowy     |
| 3  | Jan Martínez Franchi  | 1998     | 190    | przyjmujący  |
| 4  | Marlon Muraguti       | 1977     | 189    | rozgrywający |
| 5  | Maurício Borges Silva | 1989     | 200    | przyjmujący  |
| 6  | Tiago Brendle         | 1985     | 190    | libero       |
| 8  | Wallace de Souza      | 1987     | 198    | atakujący    |
| 9  | Arthur Nath           | 1999     | 189    | przyjmujący  |
| 10 | Daniel Cagliari       | 1998     | 195    | atakujący    |
| 11 | Gabriel Soares Pessoa | 1993     | 198    | przyjmujący  |
| 12 | Alexandre Elias       | 1997     | 189    | libero       |
| 13 | Tiago Enrique Barth   | 1988     | 209    | środkowy     |
| 15 | Flávio Gualberto      | 1993     | 200    | środkowy     |
| 17 | Gustavo Bonatto       | 1986     | 215    | środkowy     |
| 19 | José Ademar Santana   | 1996     | 198    | przyjmujący  |
| 20 | Gabriel Fonseca       | 1992     | 180    | przyjmujący  |

### Sezon 2018/2019
| Nr | Imię i nazwisko             | Data ur. | Wzrost | Pozycja      |
| -- | --------------------------- | -------- | ------ | ------------ |
| 1  | Djalma Moreira              | 1992     | 200    | przyjmujący  |
| 2  | Marcos Paulo Pereira        | 1997     | 200    | środkowy     |
| 4  | Victor Hugo Rocha Pereira   | 1991     | 200    | środkowy     |
| 5  | Maurício Borges Silva       | 1989     | 200    | przyjmujący  |
| 6  | Tiago Brendle               | 1985     | 190    | libero       |
| 7  | Everaldo Lucena da Silva    | 1985     | 194    | rozgrywający |
| 8  | Wallace de Souza            | 1987     | 198    | atakujący    |
| 9  | Valdir Gonçalves Junior     | 1987     | 195    | przyjmujący  |
| 10 | Leandro dos Santos          | 1993     | 200    | środkowy     |
| 11 | Thiago Veloso               | 1993     | 185    | rozgrywający |
| 12 | Alexandre Elias             | 1997     | 189    | libero       |
| 13 | Tiago Enrique Barth         | 1988     | 209    | środkowy     |
| 14 | Felipi Rammé                | 1997     | 199    | przyjmujący  |
| 15 | Paulo Victor Costa da Silva | 1986     | 198    | atakujący    |
| 16 | Rozalin Penczew             | 1994     | 198    | przyjmujący  |
| 17 | Maurício Souza              | 1988     | 209    | środkowy     |
| 18 | André Ryuma Oto Aleixo      | 1990     | 190    | przyjmujący  |

### Sezon 2017/2018
| Nr | Imię i nazwisko                | Data ur. | Wzrost | Pozycja      |
| -- | ------------------------------ | -------- | ------ | ------------ |
| 5  | Maurício Borges Silva          | 1989     | 200    | przyjmujący  |
| 6  | Tiago Brendle                  | 1985     | 190    | libero       |
| 7  | Everaldo Lucena da Silva       | 1985     | 194    | rozgrywający |
| 8  | André Ryuma Oto Aleixo         | 1990     | 190    | przyjmujący  |
| 10 | João Rafael de Barros Ferreira | 1993     | 192    | przyjmujący  |
| 11 | Thiago Veloso                  | 1993     | 185    | rozgrywający |
| 12 | Alexandre Elias                | 1997     | 189    | libero       |
| 13 | Tiago Enrique Barth            | 1988     | 209    | środkowy     |
| 14 | Renan Zanatta Buiatti          | 1990     | 217    | atakujący    |
| 15 | Paulo Victor Costa da Silva    | 1986     | 198    | atakujący    |
| 16 | Lévi Alves Cabral              | 1989     | 198    | przyjmujący  |
| 17 | Maurício Souza                 | 1988     | 209    | środkowy     |
| 18 | Renato Marques de Oliveira     | 1988     | 206    | środkowy     |
| 20 | Lucas Adriano Araújo Barreto   | 1997     | 207    | środkowy     |